# Alexander Grant (athlétisme)
Alexander Grant (16 avril 1875 - 13 octobre 1946) est un athlète américano qui a participé aux Jeux olympiques d'été de 1900 à Paris. Il est né à St. Marys en Ontario au Canada et a également la nationalité canadienne. 

## Biographie
Dans le cadre des compétitions d'athlétisme aux Jeux Olympiques de 1900, Grant participe à la course du 800 mètres. Il se classe sixième ou septième de sa première course (la demi-finale) et ne se qualifie donc pas pour la finale. Il est inscrit au 4 000 m steeple mais ne prend finalement pas le départ. 
Il est diplômé de l'Université de Pennsylvanie en 1900.  
Grant domine également la course de fond aux États-Unis, en tant que champion national du 800 mètres en 1900, du 1500 mètres en 1899 et de 1901 à 1903, du 5000 mètres en 1903 et 1904, du 10 000 mètres en 1899 et 1902 ainsi que du 3000 mètres steeple en 1900,.    
Il est professeur à New York, à l'Université de Detroit, à Hill School à Pottstown, en Pennsylvanie, puis à partir de 1914 à l'Episcopal Academy.  
Grant, avec George Orton et Josiah McCracken, fonde Camp Tecumseh, un camp d'été pour garçons à Moultonboro, New Hampshire. Le camp ouvre en 1903 et Grant en reste le directeur jusqu'à sa mort en 1946. Après la mort de Grant, le camp Tecumseh devient une organisation à but non lucratif dirigée par un conseil d'administration. Le camp existe toujours en 2020. 
Il est également le frère de l'olympien Dick Grant. 
Grant meurt à Narbeth, Pennsylvanie, le 13 octobre 1946, à 71 ans. 